# Аптерии
Аптерии (от греч. ápteros — беспёрый; а — отрицающая частица, pterón — перо) — участки кожных покровов птиц, которые лишены контурных перьев.
Аптерии перемежаются птерилиями — оперёнными участками. Подобное чередование не только облегчает движение отдельных участков кожных покровов и перьев, а также играет определённую роль в процессах терморегуляции.
Расположение аптерий и птерилий является существенным систематическим признаком для определения принадлежности птиц к тем или иным семействам, родам и видам.
Важнейшими аптериями являются: спинная, брюшная, боковые, шейная, верхние и нижние крыловые, ножные, головная и анальная.